# Lễ hội đánh rồng

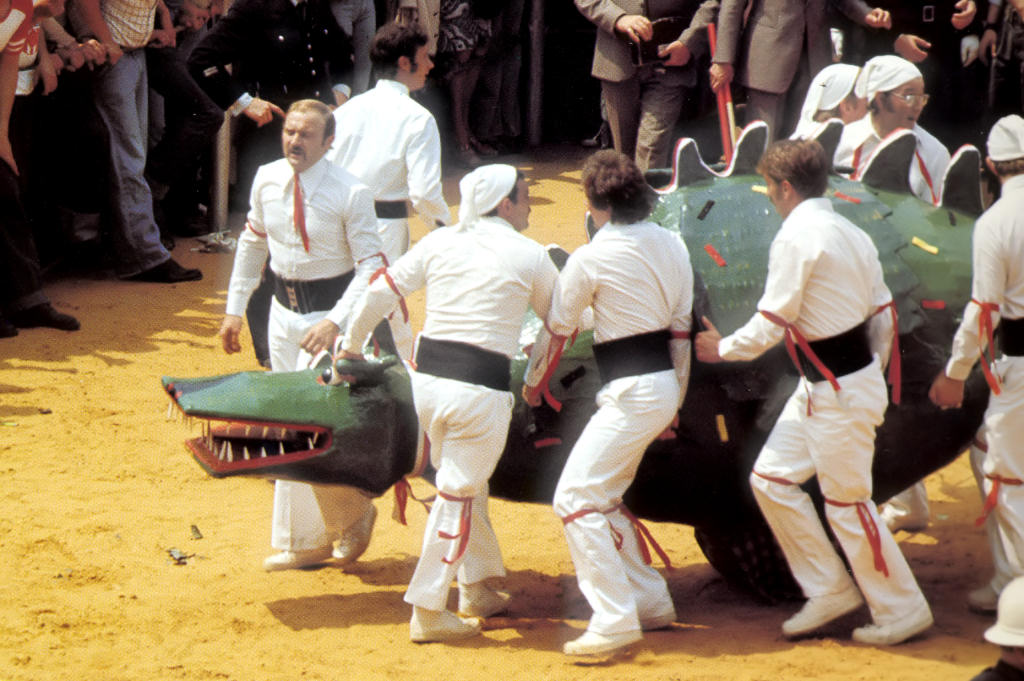

Lễ hội đánh rồng là một lễ hội địa phương dựa trên truyền thống được thừa nhận là di sản phi vật thể của nhân loại. Lễ hội này được tổ chức hàng năm tại Mons, vương quốc Bỉ. Người ta thường gọi lễ hội này là Doudou, tên của bài hát truyền thống mà người ta hát vào các dịp lễ.
Hàng năm vào dịp Ba Ngôi, dân thành Mons vào lễ. Ducasse là một lễ truyền thống kết hợp bởi 3 khắc thời gian quan trọng: sự hạ xuống hòm đựng di thể của bà thánh Waudru (người khai lập huyền thoại của thành phố), sự đẩy lên của Car d'Or (cỗ xe kéo bằng những con ngựa thồ và người dân từ chân dốc lên đỉnh dốc) và trận đánh Lumeçon (giữa thánh Georges và rồng).